# Okręg wyborczy nr 36 do Senatu Rzeczypospolitej Polskiej (2001–2011)
Okręg wyborczy nr 36 do Senatu Rzeczypospolitej Polskiej obejmował w latach 2001–2011 obszar miasta na prawach powiatu Konina oraz powiatów gnieźnieńskiego, kolskiego, konińskiego, słupeckiego, średzkiego, śremskiego, tureckiego i wrzesińskiego (województwo wielkopolskie). Wybierano w nim 2 senatorów na zasadzie większości względnej.
Powstał w 2001, jego obszar należał wcześniej do okręgów obejmujących województwo konińskie oraz części województw bydgoskiego i poznańskiego. Zniesiony został w 2011, na jego obszarze utworzono nowe okręgi nr 92 i 93.
Siedzibą okręgowej komisji wyborczej był Konin.

## Reprezentanci okręgu
| Rok      | Senator komitet wyborczy                                | Senator komitet wyborczy                                           | Senator komitet wyborczy                 | Senator komitet wyborczy                                        |
| -------- | ------------------------------------------------------- | ------------------------------------------------------------------ | ---------------------------------------- | --------------------------------------------------------------- |
| 2001     |                                                         | Franciszek Bobrowski KKW Sojusz Lewicy Demokratycznej – Unia Pracy |                                          | Ryszard Sławiński KKW Sojusz Lewicy Demokratycznej – Unia Pracy |
| 2005 (I) | Elżbieta Streker-Dembińska Sojusz Lewicy Demokratycznej | Franciszek Bobrowski KKW Sojusz Lewicy Demokratycznej – Unia Pracy |                                          |                                                                 |
| 2005     |                                                         | Marek Waszkowiak Prawo i Sprawiedliwość                            |                                          | Margareta Budner Samoobrona Rzeczpospolitej Polskiej            |
| 2007     |                                                         | Piotr Gruszczyński Platforma Obywatelska RP                        |                                          | Ireneusz Niewiarowski Platforma Obywatelska RP                  |
| 2011     | okręg zniesiony, patrz okręgi nr 92 i 93                | okręg zniesiony, patrz okręgi nr 92 i 93                           | okręg zniesiony, patrz okręgi nr 92 i 93 | okręg zniesiony, patrz okręgi nr 92 i 93                        |

## Wyniki wyborów
Symbolem „●” oznaczono senatorów ubiegających się o reelekcję.

### Wybory parlamentarne 2001
| Kandydat                                              | Kandydat             | Komitet wyborczy                                     | Głosów  |
| ----------------------------------------------------- | -------------------- | ---------------------------------------------------- | ------- |
|                                                       | Franciszek Bobrowski | KKW Sojusz Lewicy Demokratycznej – Unia Pracy        | 108 408 |
|                                                       | Ryszard Sławiński●   | KKW Sojusz Lewicy Demokratycznej – Unia Pracy        | 85 026  |
|                                                       | Bożena Połatyńska    | Polskie Stronnictwo Ludowe                           | 59 887  |
|                                                       | Józef Koligot        | Liga Polskich Rodzin                                 | 38 610  |
|                                                       | Marek Waszkowiak●    | KWW Blok Senat 2001                                  | 35 870  |
|                                                       | Bogdan Trepiński     | KWW Blok Senat 2001                                  | 32 242  |
|                                                       | Andrzej Janicki      | Konserwatywno-Liberalna Partia Unia Polityki Realnej | 15 331  |
|                                                       | Marceli Olejnik      | Niezależny KWW adw. dr Marcelego Olejnika            | 12 857  |
|                                                       | Wojciech Ziętkowski  | Konserwatywno-Liberalna Partia Unia Polityki Realnej | 10 801  |
|                                                       | Józef Kowalczyk      | KWW Primum Non Nocere – Po pierwsze nie szkodzić     | 10 396  |
|                                                       | Bohdan Poręba        | KWW Bohdana Poręby                                   | 7123    |
| Frekwencja: 47,81% Źródło: Państwowa Komisja Wyborcza |                      |                                                      |         |

*Ryszard Sławiński i Marek Waszkowiak reprezentowali w Senacie IV kadencji (1997–2001) województwo konińskie.

### Wybory uzupełniające 2005
Głosowanie odbyło się z powodu powołania Ryszarda Sławińskiego na członka Krajowej Rady Radiofonii i Telewizji.
| Kandydat                                             | Kandydat                   | Komitet wyborczy                    | Głosów |
| ---------------------------------------------------- | -------------------------- | ----------------------------------- | ------ |
|                                                      | Elżbieta Streker-Dembińska | Sojusz Lewicy Demokratycznej        | 3909   |
|                                                      | Jerzy Wojtaszek            | Liga Polskich Rodzin                | 3207   |
|                                                      | Piotr Florek               | Platforma Obywatelska RP            | 3026   |
|                                                      | Bożena Antczak-Połatyńska  | Polskie Stronnictwo Ludowe          | 2344   |
|                                                      | Jan Zastawny               | Samoobrona Rzeczpospolitej Polskiej | 1947   |
|                                                      | Wiesława Kowalska          | KWW „Samorządność”                  | 1704   |
|                                                      | Ewa Zaleska                | Suwerenność-Praca-Sprawiedliwość    | 1283   |
|                                                      | Izabela Wilk               | Unia Wolności                       | 1019   |
| Frekwencja: 3,18% Źródło: Państwowa Komisja Wyborcza |                            |                                     |        |

### Wybory parlamentarne 2005
| Kandydat                                              | Kandydat                    | Komitet wyborczy                     | Głosów |
| ----------------------------------------------------- | --------------------------- | ------------------------------------ | ------ |
|                                                       | Marek Waszkowiak            | Prawo i Sprawiedliwość               | 52 045 |
|                                                       | Margareta Budner            | Samoobrona Rzeczpospolitej Polskiej  | 34 540 |
|                                                       | Piotr Florek                | Platforma Obywatelska RP             | 33 733 |
|                                                       | Beata Sobczak               | Samoobrona Rzeczpospolitej Polskiej  | 33 428 |
|                                                       | Piotr Gruszczyński          | Platforma Obywatelska RP             | 31 486 |
|                                                       | Jerzy Wojtaszek             | Liga Polskich Rodzin                 | 30 155 |
|                                                       | Elżbieta Streker-Dembińska● | Sojusz Lewicy Demokratycznej         | 25 018 |
|                                                       | Franciszek Bobrowski●       | Sojusz Lewicy Demokratycznej         | 23 691 |
|                                                       | Marek Tomicki               | Polskie Stronnictwo Ludowe           | 23 654 |
|                                                       | Ireneusz Niewiarowski       | KWW Ireneusza Niewiarowskiego        | 18 480 |
|                                                       | Bogusława Karaszewska       | Dom Ojczysty                         | 9858   |
|                                                       | Stefan Czerniejewski        | Socjaldemokracja Polska              | 9398   |
|                                                       | Józef Orczyk                | Partia Demokratyczna – demokraci.pl  | 9029   |
|                                                       | Andrzej Drewniak            | Ruch Patriotyczny                    | 6121   |
|                                                       | Józef Witkowski             | KWW „Zgoda.pl”                       | 5843   |
|                                                       | Hieronim Bartkowiak         | KWW „Jednomandatowe Okręgi Wyborcze” | 4891   |
|                                                       | Jerzy Antoszewski           | Polska Partia Narodowa               | 2447   |
| Frekwencja: 38,27% Źródło: Państwowa Komisja Wyborcza |                             |                                      |        |

### Wybory parlamentarne 2007
| Kandydat                                              | Kandydat              | Komitet wyborczy                      | Głosów |
| ----------------------------------------------------- | --------------------- | ------------------------------------- | ------ |
|                                                       | Piotr Gruszczyński    | Platforma Obywatelska RP              | 83 019 |
|                                                       | Ireneusz Niewiarowski | Platforma Obywatelska RP              | 77 676 |
|                                                       | Margareta Budner●     | Prawo i Sprawiedliwość                | 71 016 |
|                                                       | Marek Waszkowiak●     | Prawo i Sprawiedliwość                | 64 221 |
|                                                       | Ryszard Nawrocki      | KKW Lewica i Demokraci SLD+SDPL+PD+UP | 45 834 |
|                                                       | Marek Tomicki         | Polskie Stronnictwo Ludowe            | 44 464 |
|                                                       | Jan Wesołowski        | KKW Lewica i Demokraci SLD+SDPL+PD+UP | 43 761 |
|                                                       | Stanisław Cieślak     | KWW Prawicy Marka Jurka               | 14 210 |
|                                                       | Małgorzata Rogowska   | Samoobrona Rzeczpospolitej Polskiej   | 11 925 |
|                                                       | Jan Śledź             | Liga Polskich Rodzin                  | 10 223 |
|                                                       | Bartosz Józwiak       | Unia Polityki Realnej                 | 5648   |
| Frekwencja: 50,77% Źródło: Państwowa Komisja Wyborcza |                       |                                       |        |